# Хьюитт, Питер
Питер Хьюитт (англ. Peter Hewitt; род. 1962, Англия) — британский кинорежиссёр, сценарист, кинопродюсер, актёр. Также известен как Макс Маджента (англ. Max Magenta).

## Биография
Родился в Англии в 1962 году.

## Фильмография
| Год  |   | Русское название                    | Оригинальное название              | Роль                          |
| ---- | - | ----------------------------------- | ---------------------------------- | ----------------------------- |
| 1989 | ф | Шоу Кенди                           | The Candy Show                     | режиссёр, сценарист           |
| 1991 | ф | Новые приключения Билла и Теда      | Bill & Ted’s Bogus Journey         | режиссёр, актёр               |
| 1995 | ф | Приключения Тома Сойера             | Tom and Huck                       | режиссёр                      |
| 1997 | ф | Воришки                             | The Borrowers                      | режиссёр                      |
| 1999 | ф | Что произошло с Гарольдом Смитом?   | Whatever Happened to Harold Smith? | режиссёр                      |
| 2001 | ф | Дочь Робин Гуда: Принцесса воров    | Princess of Thieves                | режиссёр                      |
| 2002 | ф | Гром в штанах                       | Thunderpants                       | режиссёр, сценарист, продюсер |
| 2004 | ф | Гарфилд                             | Garfield                           | режиссёр                      |
| 2004 | ф | Предвестники бури                   | Thunderbirds                       | сценарист                     |
| 2006 | ф | Капитан Зум: Академия супергероев   | Zoom                               | режиссёр                      |
| 2007 | ф | Я хочу конфетку                     | I Want Candy                       | сценарист                     |
| 2009 | ф | Кража в музее                       | The Maiden Heist                   | режиссёр                      |
| 2010 | ф | Жизнерадостные мишки                | Chuckle Bears                      | режиссёр, сценарист           |
| 2012 | ф | Один дома 5: Праздничное ограбление | Home Alone: The Holiday Heist      | режиссёр                      |

## Награды
Британская академия, 1990 год Лучший короткометражный фильм («Шоу Кенди»)